# James Oram
James Oram (Palmerston North, 17 juni 1993) is een Nieuw-Zeelands wielrenner.
In 2011 pakte hij zilver op het wereldkampioenschap tijdrijden voor junioren, drie jaar later werd hij tiende bij de belofteneditie. In 2015 werd hij zesde.

## Overwinningen
2011
1e etappe Ronde van Abitibi
Eindklassement Ronde van Abitibi
2012
Eindklassement Ronde van Southland
2013
 Nieuw-Zeelands kampioen op de weg, Beloften
2014
5e etappe New Zealand Cycle Classic
1e etappe San Dimas Stage Race
2015
 Nieuw-Zeelands kampioen tijdrijden, Beloften
3e etappe New Zealand Cycle Classic
1e etappe Ronde van Alentejo
Jongerenklassement Ronde van Alentejo
2017
Bergklassement New Zealand Cycle Classic
2e etappe Kreiz Breizh Elites
1e etappe Ronde van Midden-Nederland (ploegentijdrit)
2019
Bergklassement Ronde van Korea
2023
1e etappe New Zealand Cycle Classic
Eindklassement New Zealand Cycle Classic
 Nieuw-Zeelands kampioen op de weg

## Resultaten in voornaamste wedstrijden
|      | \| Jaar \| \| WK op de weg \| \| ---- \| \| ------------ \| \| 2023 \| \| opgave \| |              |
| Jaar |                                                                                     | WK op de weg |
| 2023 |                                                                                     | opgave       |

## Ploegen
2012 –  Bontrager Livestrong Team (vanaf 1 maart)
2013 –  Bontrager Cycling Team
2014 –  Bissell Development Team
2015 –  Axeon Cycling Team
2016 –  ONE Pro Cycling
2017 –  ONE Pro Cycling
2018 –  ONE Pro Cycling
2019 –  Mitchelton-BikeExchange
2020 –  Black Spoke Cycling Academy
2021 –  Black Spoke Cycling Academy
2022 –  Bolton Equities Black Spoke Pro Cycling
2023 –  Bolton Equities Black Spoke
Barta · Curran · Daniel · Eaton · Geoghegan Hart · Guerreiro · O'Donnell · Oien · Oram · Owen · Putt · Swirbul · Young
Barker · Baylis · Białobłocki · Domagalski · Ebsen · Goss · Handley · Harper · House · Hunt · Lander · McCormick · Mortensen · O'Shea · Opie · Oram · Smith · Von Hoff · P.Williams · S.Williams
Baylis · Domagalski · Kelly · Latham · Liepiņš · McCormick · Oram · Richardson · Scott · Tracz · Williams
Batt · Bostock · Burnett · Christensen · Currie · Fitzsimons · Fouché · Gate · Gough · Jackson · Jones · Kench · Mudgway · O'Donnell · Oram · Scott · Sexton · Stewart · Townsend · Wright · Gardner (stagiair) · Hornblow (stagiair) · Vercouillie (stagiair)